# 横手市立増田小学校
横手市立増田小学校（よこてしりつ ますだしょうがっこう）は、秋田県横手市増田町にある公立小学校。

## 概要
現行の増田小学校は、旧増田小学校・亀田小学校・西成瀬小学校・増田東小学校の4校統合によって2002年（平成14年）に開校した学校であり、旧増田町域の全域を通学区域とする地域唯一の小学校となっている。
旧増田小学校は、学制発布により1874年（明治7年）に開校した学校であり、二度の移転を以て現在地である土肥館へ校舎が移った。現行の校舎は1986年（昭和61年）に竣工したもので、2002年の統合以降も引き続き使用されている。

## 沿革

### 略歴
増田小学校の起源となるのは、1874年4月25日に増田村本町にて開校した「増田学校」である。増田学校は本町73番地（現在は増田郵便局が所在）に校舎を新築して開校、同年8月には増田村田町にて「田町学校」が開校（校舎は民家借用）した。
1877年2月に増田学校が「増田小学校」と改称、同年5月15日に田町学校は増田小学校へと統合された。また、同年6月には女学校である「貞烈学校」が増田村上町45番地にて開校（校舎は民家借用）。貞烈学校についても、1887年3月をもって増田小学校へと統合された。
1887年5月に増田村上町に校舎を移転・新築、1925年9月16日には現在地である土肥館（増田城跡）へと移転した。1986年7月には校舎を新築し、これが現行の校舎となっている。この翌年にはグラウンドとプールが竣工している。
2002年4月1日には増田小学校のほか亀田小学校・西成瀬小学校・増田東小学校が統合して新生「増田小学校」が誕生し、開校した。

### 年表
以下、注釈の無い項目は『増田町史（1997年）』の情報によるもの。2002年以降は学校の公式サイトによるもの。
- 1874年
  - 4月25日 - 「増田学校」として開校。
  - 8月20日 - 「田町学校」が開校。
- 1877年
  - 2月 - 増田学校を「増田小学校」と改称。
  - 5月15日 - 田町学校を増田小学校へ統合。
  - 6月 - 「貞烈学校」が開校。
- 1887年
  - 3月 - 貞烈学校を増田小学校へ統合。
  - 5月 - 増田村上町に校舎を新築し、移転。
- 1892年 - 「増田高等尋常小学校」と改称。
- 1925年9月16日 - 増田町増田字土肥館に校舎を新築し、移転。
- 1941年4月1日 - 国民学校令により、「増田国民学校」と改称。
- 1947年4月1日 - 学校教育法（現行法）により、「増田町立増田小学校」と改称。増田中学校を附設。
- 1986年7月 - 校舎を新築。
- 2002年
  - 4月1日 - 統合により、新生「増田町立増田小学校（2代目）」として開校。
  - 4月3日 - 新任式挙行。
  - 4月4日 - 開校式挙行。
- 2005年10月1日 - 市町村合併により「横手市立増田小学校」となる。
- 2016年4月1日 - 学童保育「ますだキッズ」開所。

## 校歌
増田小だいすき！
- 作詞：村田さち子
- 作曲：池辺晋一郎

歌詞などは学校の公式サイトを参照。

## 通学区域
- 増田町（増田町荻袋、増田町亀田、増田町熊渕、増田町狙半内、増田町戸波、増田町増田、増田町三又、増田町八木、増田町湯野沢、増田町吉野）の全域[11]

## 進学先中学校
- 横手市立増田中学校 - 主な進学先[12]